# Teleoceras
Teleoceras ist eine ausgestorbene Gattung der Nashörner, die im Miozän vor 20 bis knapp 5 Millionen Jahren in Nordamerika lebte. Sie zeichnete sich durch einen walzenförmigen Körperbau mit sehr kurzen Beinen und einem kleinen Horn auf der Nasenspitze aus. In Nordamerika gehört die Nashorngattung zu den häufigsten fossilen Nachweisen. Aufgrund gut erhaltener Skelettreste lässt sich die Lebensweise dieses Nashornvertreters sehr genau rekonstruieren.

## Merkmale

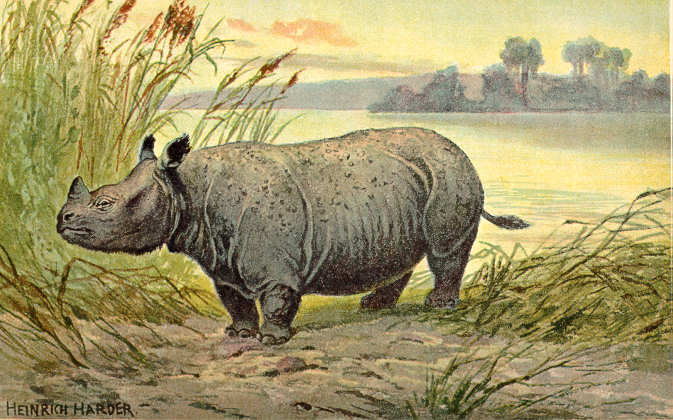
Lebendrekonstruktion von Teleoceras

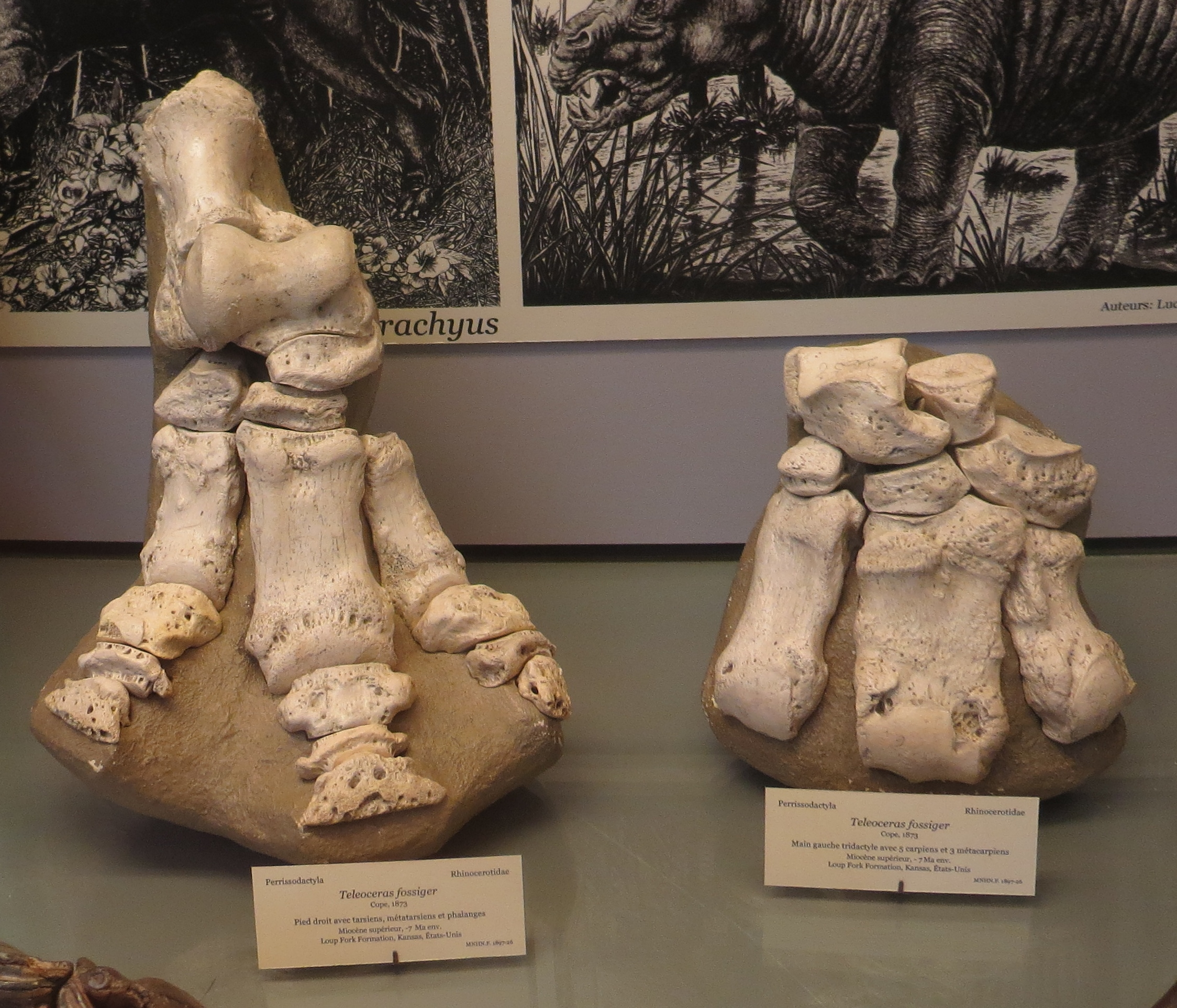
Hand- (rechts) und Fußskelett (links) von Teleoceras

Vertreter der Gattung Teleoceras umfassten mittelgroße bis große Tiere, die etwas größer waren als das heutige Sumatra-Nashorn. Sie erreichten eine Kopf-Rumpf-Länge von 3 m bei einer Schulterhöhe von 1,2 bis 1,3 m. Das Gewicht wird je nach Art auf 0,6 bis 2,3 t geschätzt. Markant waren der eher walzenförmige Körper, der auf einen Umfang von 2,8 m berechnet wird und damit größer als der des heutigen Panzernashorns (Rhinoceros unicornis) war, und die sehr kurzen Gliedmaßen. Der Schädel erreichte eine Länge von 54 bis 65 cm und war in der Aufsicht durch Kürzungen im Gesichtsbereich keilartig geformt mit ausladenden Jochbeinen. Das Hinterhauptsbein war breit und wenig ausgezogen bis nahezu rechtwinklig geformt. Das Nasenbein hatte eine schmale Form mit seitlich nach unten gezogenen Längsseiten und war recht kurz. An der Spitze befand sich bei einigen Vertretern eine kleine aufgeraute Fläche, die die Lage des Horns anzeigt, welches allerdings nicht sehr groß war. Einzelne andere Arten besaßen dagegen keine Hinweise auf ein Nasalhorn. Die Stirnlinie zwischen Nasen- und Hinterhauptsbein verlief leicht gesattelt.
Der Unterkiefer war bis zu 45 cm lang und sehr massiv. Er wies eine kräftige und weit ausladende Symphyse, die bis zum Ende des letzten Prämolaren reichte. Die Zahnformel für erwachsene Tiere lautete: {\displaystyle {\frac {2.0.3.3}{2.0.2.3}}}. Die äußeren vorderen Schneidezähne im Unterkiefer, die jeweils aus dem I2 gebildet wurden, waren nach vorn gerichtet und besaßen eine dolchartig verlängerte Form mit bis zu 4 cm Länge. Die übrigen Schneidezähne waren dagegen bereits stark zurückgebildet. Zu hinteren Zahnapparat bestand jeweils ein Diastema. Die Backenzähne weisen in der Regel sehr hohe Zahnkronen auf (hypsodont), wobei die Prämolaren teils stärker zurückgebildet sind und gegenüber den Molaren klein wirken. Die hinteren Backenzähne wurden bis zu 7 cm hoch und besaßen deutlich gefalteten Zahnschmelz.
Das postcraniale Skelett von Teleoceras ist vollständig überliefert. Die Wirbelsäule bestand aus 7 Hals-, 19 Brust-, 3 Lenden und 5 Kreuzbeinwirbel. Charakteristisch waren die kurzen, aber robusten Gliedmaßen. Diese erreichten insgesamt im natürlich gewinkelten Zustand nur 70 bis 80 cm Länge und waren damit deutlich kürzer als z. B. beim heute lebenden Panzernashorn, dessen Beine jeweils mehr als 1 m lang sind. Dabei wies der Oberarmknochen eine Länge von fast 30 cm auf, der Radius dagegen nur eine von 25 cm. Der Oberschenkelknochen konnte durchschnittlich 40 cm, das Schienbein länger als 20 cm werden. Auch die Metapodien waren mit rund 10 cm sehr kurz.

## Fundstellen
Teleoceras ist an zahlreichen Plätzen in Nordamerika, vor allem in den USA und Mexiko nachgewiesen. Sehr weit südlich aufgefundene Reste sind mit einem Zahn aus Puente Ixcán im Süden des mexikanischen Bundesstaates Chiapas dokumentiert worden. Recht häufig trat die Gattung in den Great Plains auf, wo sie vor allem im späten Miozän der dominante Pflanzenfresser war und hier auch mit dem frühesten Vertreter, T. americanum vorkam. Allein aus dem Steinbruch Phillips County Quarry in Kansas stammen mehr als 16 Schädel und 13 Unterkiefer den, die dort in den Loup Fork Beds des Oberen Miozäns gefunden wurden und Vertreter aller Altersstufen umfassen und der Art T. fossiger zugewiesen werden. Die Funde wurden bereits 1883 entdeckt und dienten auch zur ersten Skelettrekonstruktion dieser Nashorngattung.

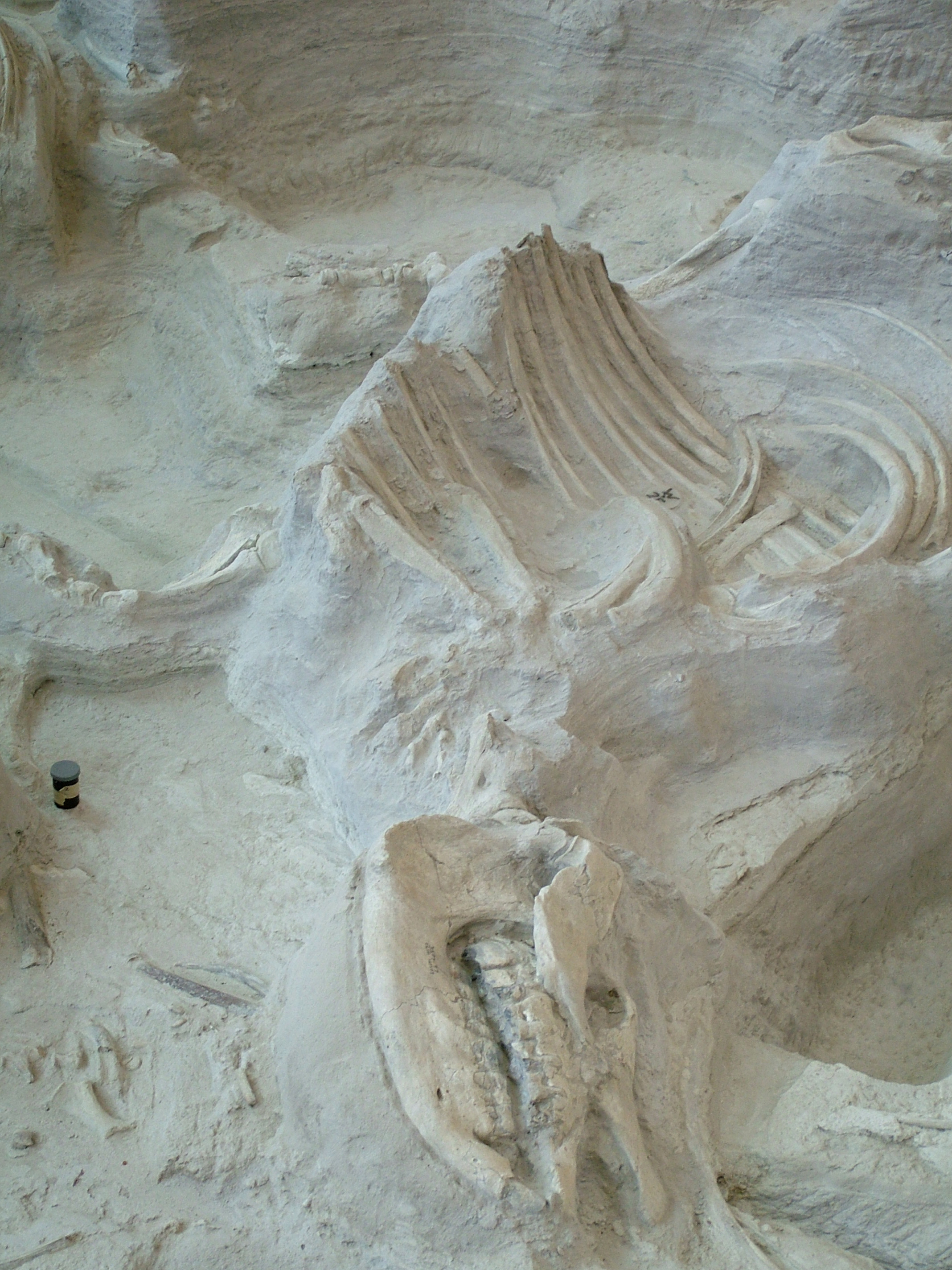
Fund eines Teleoceras-Skelettes im Ashfall Fossil Beds State Historical Park in Nebraska

Herausragend sind die Fossilien des Ashfall Fossil Beds State Historical Park im Antelope County des nordöstlichen Nebraska. Hier wurden 1971 in der Ash-Hollow-Formation, die aus bis zu 2 m mächtigen Aschelagen eines im späten Miozän stattgefundenen katastrophalen Vulkanausbruches besteht, mehr als einhundert, weitgehend vollständige Skelette der Art T. major gefunden, nebst Skeletten von dreizehigen Pferden, langhalsigen Kamelen und Gomphotherien, die eine vorzügliche Konservierung aufwiesen. Die Funde gehören zu den wenigen Nachweisen von Gruppenbildungen bei fossilen Nashörnern, ähnlich wie es bei den heutigen Vertretern der Fall ist. Wohl auf das gleiche Ereignis gehen die Funde aus dem Ash Hollow State Historical Park im westlichen Nebraska, da die Funde der gleichen geologischen Formation angehören. Weiteres umfangreiches Skelettmaterial mit bis zu mehreren tausend Knochenresten stammen von den Mixson's Bone Bed und Love Bone Bed in der Alachua-Formation in Florida. Funde der jüngeren Art T. guymonense sind weitgehend im südlichen Teil der USA (Texas) und in Mexiko nachgewiesen.
Als bedeutend erwies sich auch die Gray Fossil Site in den Appalachen nahe Gray im Washington County von Tennessee, wo beim Bau einer Straße wenigstens sechs Individuen der Art T. aepysoma gefunden wurden, darunter zwei nahezu vollständige Skelette. Der sehr große, wohl hornlose Vertreter lebte im beginnenden Pliozän vor rund 4,9 bis 4,5 Millionen Jahren. Es handelt sich um einen der wenigen Belege aus gebirgigen Regionen.

## Paläobiologie
Vor allem die zahlreichen vollständigen Skelettfunde aus der Ash-Hollow-Formation ermöglichten Rekonstruktionen zur Paläobiologie von Teleoceras. So zeichnen sich die Vertreter durch einen deutlichen Sexualdimorphismus aus, der in markant größer und kräftiger gebauten Bullen gegenüber kleineren und grazileren Kühen resultiert. Ausgewachsene Bullen besaßen dabei in allen Körpermaßen, sowohl des Schädels als auch des postcranialen Skelettes größere Werte, die sich mit jenen der Kühe kaum überschnitten. Auch erwiesen sich bei Bullen die unteren dolchartigen Schneidezähne als wesentlich größer und die Muskelansatzstellen als deutlich massiver, ebenso wie der gesamte Nasenraum bei Bullen viel geräumiger strukturiert war.

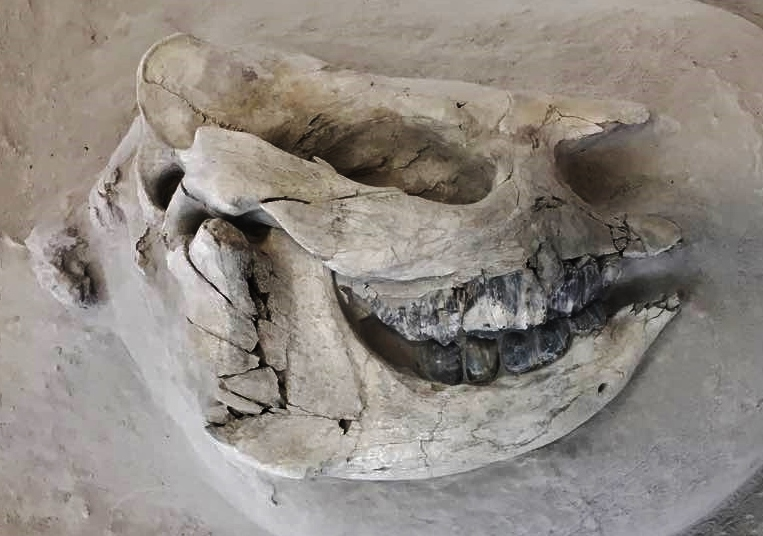
Schädel eines Jungtiers

Weitere Untersuchungen anhand der Funde aus der Ash-Hollow-Formation zeigten ein Überwiegen weiblicher Tiere gegenüber männlichen, welche zudem hauptsächlich von kräftigen Bullen repräsentiert werden. Dies führte zum Schluss, dass die Gruppenstrukturen ähnlich aufgebaut waren wie bei den rezenten Nashörnern mit dominanten Bullen, deren Territorien von kleinen familiären Gruppenbildungen aus Kühen und Jungtieren umgeben waren. Die zahlreichen Fossilien aus der Alachua-Formation, die nicht auf ein so katastrophales Ereignis wie in der Ash-Hollow-Formation zurückgehen, zeigen zudem, dass die Sterblichkeitsrate unter subadulten Tieren und Jungbullen am höchsten war. In Verbindung mit zahlreichen, teils auch verheilten Rippenbrüchen und Kopfverletzungen wird dies auf eine starke Aggression im Dominanz- und Territorialkampf unter den Bullen zurückgeführt, was wiederum Parallelen bei den heutigen Nashörnern aufweist. Die dolchartigen Schneidezähne männlicher Tiere zeigen zudem markante Schleifflächen, wie sie auch bei den heutigen asiatischen Nashörnern auftreten. Demnach wurden in den innerartlichen Kämpfen bei Teleoceras von den Bullen analog zu den rezenten Nashornarten mit funktionaler vorderer Bezahnung vor allem die Schneidezähne eingesetzt.
Neben den auf Gewalteinwirkungen zurückzuführenden Verletzungen bei Teleoceras sind auch vereinzelt pathologische Veränderungen nachgewiesen. So weisen einige, vor allem junge, drei bis vierjährige Kälber eine Zahnschmelzhypoplasie an den Milchprämolaren auf, die auf bestimmte Stressfaktoren zurückgeführt werden. Einige Forscher bringen derartige Fehlbildungen mit der Verjagung des Kalbes durch das Muttertier im Zuge einer kurz bevorstehenden neuen Geburt in Verbindung. Die Mutter-Kalb-Trennung im Alter von rund drei Jahren ist bei den heutigen Nashörnern ebenfalls zu beobachten und möglicherweise war dieses spezifische Verhalten schon bei  fossilen Nashornarten ausgebildet. Abseits der pathologischen Veränderungen bei Jungtieren konnte anhand der Gliedmaßenknochen unterschiedlich alter Individuen gezeigt werden, dass das Wachstum während der Ontogenese überwiegend isometrisch verlief, ähnlich wie bei vielen heutigen Großsäugetieren ebenfalls.
Aufgrund des flusspferdartigen Habitus von Teleoceras mit walzenförmigen Körper und kurzen Beinen wurde bereits Ende des 19. Jahrhunderts eine eher semiaquatische Lebensweise angenommen, eine Ansicht, die sich sehr lange hielt. Dem widersprechen aber die hochkronigen Backenzähne und der allgemeine Schädelbau mit einer eher zurückgesetzten Lage der Orbita. Analysen an Pflanzenresten, die am Zungenbein einiger Fossilien der Ash-Hollow-Formation gefunden wurden, ergaben ein Überwiegen von harter, grashaltiger Nahrung, was das häufige Vorkommen von Pollen von Barriochloa-Gräsern aufzeigt. Auf eine derartige kieselsäurehaltige Nahrungsquelle weisen überdies auch charakteristische Schleifspuren an den Backenzähnen und durchgeführte Isotopenuntersuchungen hin. Demnach lebte Teleoceras in offenen Landschaften, wobei die besondere Kurzgliedrigkeit dieser Nashorngattung eine extrem starke Anpassung an dieses Biotop darstellt. Isotopenanalysen an Zähnen von Teleoceras aus der Ash-Hollow-Formation zeigen nur wenige Schwankungen im Kohlenstoffgehalt. Dies kann dahingehend gedeutet werden, dass die Tiere eher standorttreu waren und nur wenige jährliche Wanderungen unternahmen. Möglicherweise begegneten sie dem jahreszeitlich bedingten wechselnden Nahrungsangebot mit einer flexibleren Ernährungsweise. Die geringen räumlichen Wanderungen schließen aber soziale Migrationen während der Paarungszeit nicht aus.

## Systematik
Teleoceras ist eine Gattung aus der Familie der Nashörner (Rhinocerotidae) und gehört innerhalb dieser zur Unterfamilie der Aceratheriinae. Hierbei handelt es sich um mittelgroße bis große Tiere, die sich durch das Fehlen bzw. der Ausprägung eines nur sehr kleinen Hornes auszeichnen. Innerhalb der Unterfamilie Aceratheriinae ist Teleoceras Mitglied der Tribus der Teleoceratini, die gegenüber ihrer grazileren Schwesterklade, den Aceratheriini, durch ihren flusspferdartigen Körperbau auffallen. Nahe verwandte Gattungen sind das auch in Eurasien verbreitete, teils riesige Brachypotherium, während die ebenfalls in Nordamerika auftretenden Formen Floridaceras und Diaceratherium weiter außerhalb stehen.
Zahlreiche Arten wurden von Teleoceras beschrieben, heute anerkannt sind folgende:
- T. aepysoma Short, Wallace &  Emmert, 2019
- T. americanum (Yatkola & Tanner, 1979)
- T. brachyrhinum Prothero, 2005
- T. fossiger (Cope, 1878)
- T. guymonense Prothero, 2005
- T. hicksi Cook, 1927
- T. major Hatcher, 1894
- T. medicornutum Osborn, 1904
- T. meridianum (Leidy, 1865)
- T. proterum (Leidy, 1885)

Die einzelnen Arten der Gattung Teleoceras zeigen eine höhere Variabilität bezüglich der Hornausprägung, der Körperform und der proportionalen Gliedmaßenlänge. Außerdem finden sich Unterschiede im Skelettdetail, etwa der Ausprägung eines vierten, in seiner Größe stark reduzierten  Zehs am Vorderfuß (Strahl V; die urtümlicheren vierzehigen Nashörner Nordamerikas gelten seit dem ausgehenden Oligozän als ausgestorben), die Größe des Naseninnenraums sowie die verhältnismäßige Länge der Prämolaren. Daher wird eine Revision der Gattung angemahnt.
Erstmals beschrieben wurde Teleoceras 1894 in einem kurzen Aufsatz vom US-amerikanischen Paläontologen John Bell Hatcher. Die Bestimmung erfolgte anhand von Schädelfunden in den Loup Fork Beds im Sheridan County in Nebraska. Der Gattungsname leitet sich von den griechischen Wörtern τῆλε (téle „fern“) und κέρας (kéras „Horn“) ab und bezieht sich auf die Lage des Horns direkt auf der Spitze des Nasenbeins. Dabei wurde die Eigenständigkeit der Gattung relativ spät erkannt, da mit Rhinoceros meridianum,  Aphelops fossiger und Rhinoceros proteros zuvor drei Teleoceras-Arten beschrieben und jeweils anderen Nashorngruppen zugewiesen worden waren.

## Stammesgeschichte
Das früheste Auftreten von Teleoceras in Nordamerika ist im frühen Miozän (lokalstratigraphisch Hemingfordium vor etwa 20,9 Millionen Jahren) zu verzeichnen. Zu den frühesten Arten gehört T. americanum, das ursprünglich Brachypotherium zugewiesen wurde. Zu jener Zeit existierten in Nordamerika zwei Nashornlinien, die sich durch unterschiedliche Ernährungsweisen auszeichneten. Die Aceratheriini, vor allem Aphelops, waren weitgehend auf weiche Pflanzenkost spezialisiert (browsing), während die Teleoceratini mit Teleoceras harte Pflanzennahrung bevorzugten (grazing). Bemerkenswert bei Teleoceras ist, dass die Vertreter der Gattung im Laufe ihrer Stammesgeschichte an Körpergröße zunahmen, was mit T. fossiger zu Beginn des späten Miozän vor rund 10 Millionen Jahren kulminierte. Einige spätere Arten wie T. guymonense waren dann wieder wesentlich kleiner. Gegen Ende des Miozäns und zu Beginn des Pliozäns starb Teleoceras infolge von klimatischen Änderungen in Form von Abkühlung aus. Isotopenanalysen zeigten, dass das Verschwinden der Nashorngattung mit dem Ablösen der C3-Gräser durch C4-Gräser einhergeht, verbunden möglicherweise mit einer Verkürzung der Wachstumsphase der Pflanzen im Zuge der Klimaabkühlung. Im Gegensatz zu den gleichzeitig auftretenden Pferden konnte sich Teleoceras nur bedingt an die veränderten Nahrungsgrundlagen anpassen und unterlag somit einem zunehmenden Umweltstress, zumal C4-Pflanzen weniger Nährstoffe enthalten und schwerer verdaulich sind als C3-Pflanzen.